# Delegada Sheila
Sheila Aparecida Pedrosa de Mello Oliveira  (Presidente Prudente, 12 de outubro de 1978), conhecida como Delegada Sheila, é uma policial e política brasileira. Atualmente, é deputada estadual pelo estado de Minas Gerais.

## Biografia
Nascida em Presidente Prudente (SP), Sheila Aparecida Pedrosa de Melo Oliveira é mãe de 4 filhos.[carece de fontes?]
Concluiu formação profissional em Direito pela Fundação Toledo Prudente de Ensino, da UNESP. Ainda em sua cidade natal, foi aprovada para o concurso de Agente Comunitária de Saúde, onde desempenhou a função por 3 anos. Logo na sequência, foi aprovada no concurso de Inspetor de Polícia Civil do Rio de Janeiro, onde atuou no combate às milícias na Zona Oeste e na Delegacia de Homicídios da Baixada Fluminense (DHBF).[carece de fontes?]
Em 16 de Junho de 2006, assumiu como Delegada de Polícia em Minas Gerais. No cargo, exerceu atividade nas cidades de Ubá, Rio Pomba e Juiz de Fora, onde reside atualmente.[carece de fontes?]
Na cidade, foi titular do Núcleo de Ações Operacionais (NAOP), da Delegacia de Mulheres e da Delegacia de Trânsito. Sheila, foi a primeira mulher a ocupar o cargo de Delegada Regional, sendo incumbida de Juiz de Fora e outros 26 municípios.
Na gestão como Delegada Regional criou o Núcleo de Proteção dos Animais, braço da delegacia no combate aos maus tratos e também a Delegacia Especializada de roubos. Na prevenção, instalou o programa Escola Consciente, e ministrava palestras em escolas públicas, particulares e em centros de atenção à infância em Juiz de Fora e toda a região.[carece de fontes?]
Em 2016, foi eleita a vereadora mais votada da história de Juiz de Fora, obtendo quase 10 mil votos. Na Câmara Municipal teve participação nas comissões permanentes da: defesa dos direitos da mulher, defesa dos direitos da criança e adolescente, telefonia e eletrificação rural. Também encabeçou as comissões provisórias: juntos contra a pedofilia, de combate às drogas e a chamada CUMPRA-SE, que exigia o cumprimento de leis já regulamentadas na cidade, como tempo máximo de atendimento nas filas de bancos. Devido os conflitos de gangues no município, Sheila propôs a criação da CPI de Combate às Gangues, que reuniu especialistas em segurança pública e contou com ampla participação popular.
Foi responsável também pela criação de eventos e ações como o Carnaval sem Assédio, a Semana de Combate a Pedofilia, Semana de Prevenção às Drogas e Semana da Mulher.[carece de fontes?]
Em 2018, foi a deputada estadual eleita com maior votação em Juiz de Fora e na Zona da Mata, sendo 44.175 e 62.299 votos respectivamente. Obteve no estado um total de 80.038 votos.
Na Assembleia Legislativa, preside a Comissão de Prevenção e Combate ao uso de Crack e outras Drogas, é membro da Comissão de Defesa dos Direitos da Mulher e é suplente nas Comissões de Segurança Pública e Direitos Humanos.[carece de fontes?]